# Fausse Sortie
Pour plus de détails, voir Fiche technique et Distribution.
Fausse Sortie (Zwolnieni z życia) est un film dramatique franco-polonais réalisé par Waldemar Krzystek  et sorti en 1992.

## Fiche technique
- Titre en polonais: Zwolnieni z życia
- Réalisation : Waldemar Krzystek
- Scénario : Waldemar Krzystek et Koukou Chanska
- Production :
- Producteur :
- Image : Dariusz Kuc
- Décors : Tadeusz Kosarewicz
- Costumes : Dorota Roqueplo
- Musique : Michał Lorenc
- Son :
- Montage : Krzysztof Osiecki et Françoise Lefevre
- Directeur de production : Jerzy Hoffman et Koukou Chanska
- Langue : polonais, français
- Format :
- Genre : drame
- Durée : 88 minutes (1 h 28)
- Dates de sortie : 30 décembre 1992 (Pologne) - 23 février 1994 (France)

## Distribution
- Jan Frycz - Marek Wysocki
- Krystyna Janda - "Francuzka"
- Suzel Goffre - mère de Marek et Jan
- Wojciech Wysocki - Jan Wysocki, frère de Marek
- Gabriela Kownacka - Elżbieta
- Mariusz Benoit - mari d'Elżbieta
- Krzysztof Tyniec
- Leon Charewicz
- Władysław Kowalski - chirurgien
- Anna Ciepielewska - voisine
- Maria Chwalibóg - intendant
- Ewa Wencel - infirmière
- Zygmunt Bielawski
- Grażyna Trela
- Henryk Machalica - psychiatre
- Jerzy Zelnik - sénateur
- Leon Niemczyk - directeur de l'hospital
- Grzegorz Wons - Wiktor
- Cezary Pazura
- Andrzej Mastalerz - patient

## Distinctions
- en 1992 au Festival international du film de Saint-Sébastien
  - Prix FIPRESCI : Waldemar Krzystek
  - Silver Seashell, Meilleure actrice : Krystyna Janda
  - Prix spécial du jury : Waldemar Krzystek